# Rajongemeinde Širvintos
Die Rajongemeinde Širvintos (lit. Širvintų rajono savivaldybė) ist eine kleine Rajongemeinde im Osten von Litauen im Bezirk Vilnius. Der Name der Stadt ist vom Fluss Širvinta abgeleitet, der durch Širvintos fließt. 2001 lebten 20.207 Einwohner.

## Orte
Die Rajongemeinde umfasst:
– hinter dem Strich Einwohnerzahlen 2001/2010–  7019/6913
- die Stadt Širvintos

- 5 Städtchen (miesteliai):
  - Bagaslaviškis
  - Gelvonai – 380
  - Kernavė – 307
  - Musninkai – 472
  - Zibalai

- 483 Dörfer, darunter:
  - Širvintų kaimas („Širvintos Dorf“) – 744
  - Kabalda – 457
  - Medžiukai – 368
  - Bartkuškis – 349
  - Vileikiškiai – 338
  - Čiobiškis – 325

## Amtsbezirke

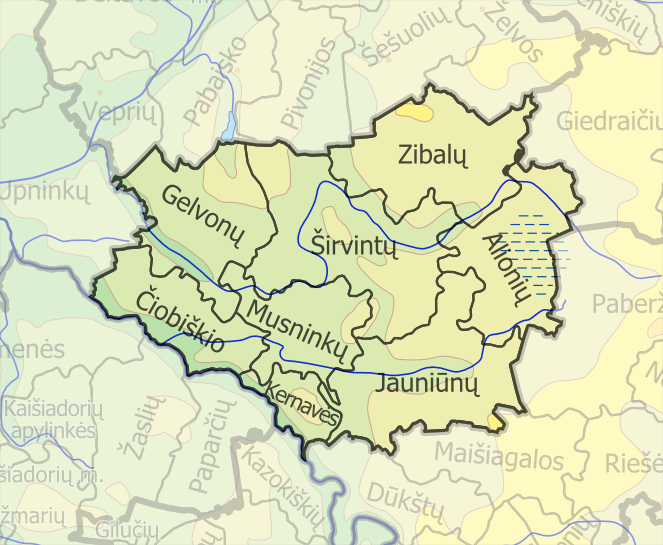
Amtsbezirke der Rajongemeinde Širvintos

- Alionys (Sitz in Alionys I)
- Čiobiškis
- Gelvonai
- Jauniūnai
- Kernavė
- Musninkai
- Širvintos
- Zibalai

## Bürgermeister
- 1995–1997: Vincas Jasiukevičius
- 1997–2007: Vytas Šimonėlis
- 2007–2011: Kęstutis Pakalnis
- 2011–2015: Vincas Jasiukevičius
- seit 2015: Živilė Pinskuvienė